# 火種
1. 可燃物に点火する際に起こす小さな火。本項で記述。
2. 1.から転じて、騒動や争いの発端となる発言や行動のこと。近年ではネット上で騒動に拍車をかけるような言動を「燃料」とも呼ぶ。

火種（ひだね）は、物質を燃焼させる上で使われる小さな火のこと。古くは摩擦熱などを利用してそれを籾殻やおがくずなどに引火させ、空気を送ることで燃焼させたものを火種とした。専用の道具として、日本では打竹、中国では火摺子（火折子）という道具を使用した。

## 火種の維持
マッチやライターといった近代的な発火具がない場合、火を起こすのはそれほど簡単ではなく、できた火種を維持することが労力の節約になる。燃えている燃料を乾いた灰などに埋めたり、燃えにくいもので包んだりして、わずかに空気を供給しながら最小限の燃焼を持続させることで火種を維持できる。野外では火種を多孔菌のキノコに移す、炭に移してコケと共に通気孔を開けた缶に詰める、枯葉に移して小枝とともにコケや樹皮で固く巻くといった方法がある。
上述のように火種を灰で覆って燃焼を制御したりするが、そのように"火種を灰で持続させることを埋火という"。
火縄銃や大砲などの場合は戦闘のたびに火をおこすわけにもいかず、あらかじめ火縄に点火し、これを消さないようにしなければならなかった。火のついた火縄を安全に持ち歩くために火縄入れ、または胴火と呼ばれる器具が使用された。忍者の必須の持ち物には、竹に適度に穴が開けられた打竹という火を入れる容器が含まれた。火種には、竹くずや木くず、竹や木を薄くした束にしたもの等に硫黄を塗った付竹・付木（硫黄木）、英語圏だと Sulfur stick をホルダー（holder）に入れて用いた。
中国では、577年に侍従が料理を作るために火摺子というものを発明した。芋の蔓を水に漬けてからつぶし綿や葦を加えて乾燥させた物、もしくは土紙を丸めた物を作る。それに硝酸塩、硫黄、ロジン、樟脳、リンなど、それから匂いが付く香辛料を加えて竹筒か紙の筒に入れる。火をつけたあと、口の開いたキャップを付けて完成する。使用するには、キャップを外して、息をゆっくり吹きかけるか、軽く振ると火種として使えるようになる。

## 火種の継承
古くから火は信仰の対象でもあり、特定の火種から作られた火を特別視するケースもある。例えばオリンピック期間中に会場で点される聖火は、ギリシャにあるオリンピアの競技場跡で太陽光により点されたものがリレー形式で開催地まで運ばれる。リレー途中で火が消えないよう、常に分けておいた予備の種火を準備するなど、取り扱いには細心の注意が払われる。また、広島の平和記念公園に点されている『平和の灯』は、厳島の弥山に1200年間燃え続けているとされる『消えずの霊火』より採火され、今も絶やさず燃やされ続けている。